# Џером Карл
Џером Карл (Њујорк, 18. јун 1918) — Анандејл, 6. јун 2013) био је амерички хемичар и добитник Нобелове награде за хемију. Заједно са нобеловцем Хербертом Хауптманом изумили су методу опсервације кристалних структура.

## Биографија
Џером Карл је започео своје школовање у Њујорку. Још као млад заинтересовао се за физику и хемију. Дипломирао је 1938. године на Хардвардсом универзитету. Радио је неколико година у Олбани где је створио различите методе мерења флуора у води. Докторирао је 1944. године на Универзитету Мичигена. Заједно са нобеловцем Хербертом Хауптманом изумили су методу опсервације кристалних структура, 1946. године.
Јагелонски универзитет га је наградио honoris causa наградом, 2002. године.